# R (język programowania)
GNU R – interpretowany język programowania oraz środowisko do obliczeń statystycznych i wizualizacji wyników. Jest to projekt GNU podobny do języka i środowiska S stworzonego w Bell Laboratories (dawniejsze AT&T, obecnie Nokia) przez Johna Chambersa i jego współpracowników. R jako implementacja języka S została stworzona przez Roberta Gentlemana i Rossa Ihakę na uniwersytecie w Auckland.
Nazwa pochodzi od pierwszych liter imion twórców oraz jest nawiązaniem do języka S. GNU R rozprowadzany jest w postaci kodu źródłowego oraz w postaci binarnej wraz z wieloma dystrybucjami GNU/Linuksa. Dostępna jest także wersja dla Microsoft Windows i macOS.

## Obszary zastosowań
R jest podstawowym językiem programowania w bioinformatyce, spopularyzowanym głównie dzięki stworzonemu przez Roberta Gentlemana repozytorium Bioconductor.
Artykuły Gentlemana o R i Bioconductorze należą do najczęściej cytowanych w bioinformatyce (ponad 4000 cytowań według Google Scholar). R nadaje się do przeprowadzania analiz w badaniach klinicznych.
R jest wykorzystywany w wielu firmach, w tym m.in. Facebook, Google, Merck, Altera, Pfizer, LinkedIn, Shell, Novartis, Ford, Mozilla czy Twitter. Producenci komercyjnych pakietów statystycznych (SPSS, SAS, RapidMiner, Statistica) oferują dedykowane mechanizmy zapewniające ich współpracę z R.
Kod źródłowy R opublikowany jest na zasadach licencji GNU GPL. Dostępne są prekompilowane binarne wersje dla systemów Windows, macOS i wielu systemów uniksowych.

## GUI
Istnieje kilka graficznych interfejsów dla R, wśród nich wymienić można RKWard, SciViews-R, Rcmdr, RStudio, JGR, Statistical Lab oraz R Commander. Wiele edytorów ma specjalne tryby pracy dla R, np. Emacs (Emacs Speaks Statistics), jEdit, Kate, Visual Studio (Microsoft R Tools for Visual Studio) i Tinn. Jest także wtyczka R plug-in dla Eclipse.

## Cechy
R dostarcza szeroką gamę technik statystycznych (liniowe i nieliniowe modelowanie, klasyczne testy statystyczne, analiza szeregów czasowych, klasyfikacja, grupowanie,...) i graficznych. W dodatku R jest rozszerzalne za pomocą dodatkowych pakietów oraz skryptów pisanych przez użytkownika.
Jedną z mocnych stron R jest łatwość, z jaką można tworzyć dobrze zaprojektowane wykresy z jakością nadającą się do publikacji. Dotyczy to także symboli i formuł matematycznych. Wiele uwagi poświęcono minimalizacji wyborów, jakie musi wykonać użytkownik, nadając formę wykresowi. Mimo istnienia ustawień domyślnych użytkownik ma możliwość pełnej kontroli wykresu.

## Przykładowe skrypty

### Przykład 1.

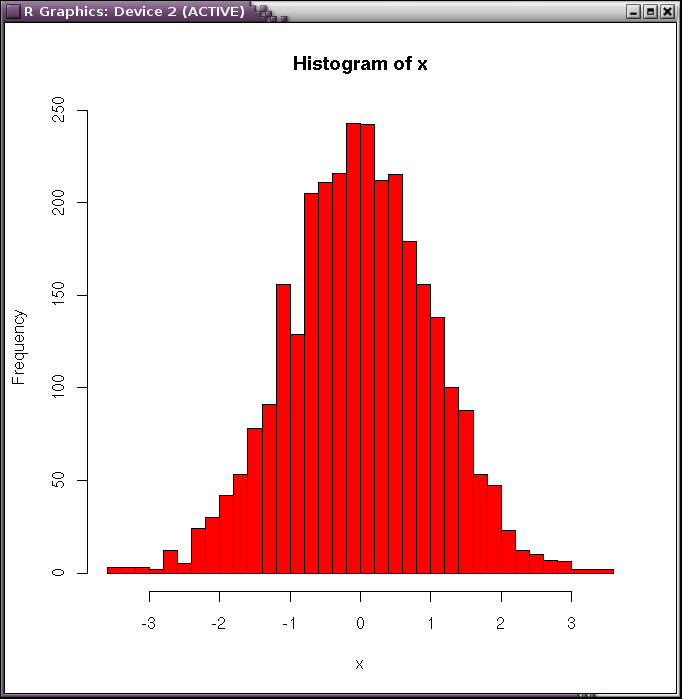
Histogram wygenerowany za pomocą kodu z przykładu 1.

Generowanie liczb losowych i wykreślenie histogramu
```
# generowanie 3000 liczb losowanych z rozkładu normalnego

x
 
<-
 
rnorm
(
3000
)

# obliczenie histogramu (bez rysowania) dla 50 przedziałów

histX
 
<-
 
hist
(
x
,
 
breaks
=
50
,
 
plot
=
FALSE
)

# wykreślenie histogramu z kolorem wypełnienia słupków ustawionym na czerwony

plot
(
histX
,
 
col
=
"red"
)

```

### Przykład 2.
Podstawowe statystyki – w trybie interakcyjnym obliczane są proste statystyki dla danych w wektorze x wygenerowanym w poprzednim przykładzie
```
>
 
summary
(
x
)

    
Min.
  
1
st
 
Qu.
   
Median
     
Mean
  
3
rd
 
Qu.
     
Max.

-3.47300
 
-0.71500
 
-0.04161
 
-0.02642
 
0.63570
 
3.05000

>

```

### Przykład 3.
Podstawowe operacje:
Przypisanie to <-. Wektor to c(pierwszy element, drugi element, ...). Większość operacji można wykonywać zarówno na skalarach jak i na wektorach – w tym drugim przypadku jeśli operacja nie ma sensu wektorowego jest wykonywana na wszystkich elementach wektora.
```
>
 
x
 
<-
 
2

>
 
x

[
1
]
 
2

>
 
y
 
<-
 
c
(
1
,
7
,
10
)

>
 
y

[
1
]
 
1
 
7
 
10

>
 
sin
(
y
)

[
1
]
 
0.8414710
 
0.6569866
 
-0.5440211

>
 
1
:
100

  
[
1
]
   
1
   
2
   
3
   
4
   
5
   
6
   
7
   
8
   
9
  
10
  
11
  
12
  
13
  
14
  
15
  
16
  
17
  
18

 
[
19
]
  
19
  
20
  
21
  
22
  
23
  
24
  
25
  
26
  
27
  
28
  
29
  
30
  
31
  
32
  
33
  
34
  
35
  
36

 
[
37
]
  
37
  
38
  
39
  
40
  
41
  
42
  
43
  
44
  
45
  
46
  
47
  
48
  
49
  
50
  
51
  
52
  
53
  
54

 
[
55
]
  
55
  
56
  
57
  
58
  
59
  
60
  
61
  
62
  
63
  
64
  
65
  
66
  
67
  
68
  
69
  
70
  
71
  
72

 
[
73
]
  
73
  
74
  
75
  
76
  
77
  
78
  
79
  
80
  
81
  
82
  
83
  
84
  
85
  
86
  
87
  
88
  
89
  
90

 
[
91
]
  
91
  
92
  
93
  
94
  
95
  
96
  
97
  
98
  
99
 
100

>
 
sin
(
1
:
100
)
 
+
 
3

  
[
1
]
 
3.841471
 
3.909297
 
3.141120
 
2.243198
 
2.041076
 
2.720585
 
3.656987
 
3.989358

  
[
9
]
 
3.412118
 
2.455979
 
2.000010
 
2.463427
 
3.420167
 
3.990607
 
3.650288
 
2.712097

 
[
17
]
 
2.038603
 
2.249013
 
3.149877
 
3.912945
 
3.836656
 
2.991149
 
2.153780
 
2.094422

 
[
25
]
 
2.867648
 
3.762558
 
3.956376
 
3.270906
 
2.336366
 
2.011968
 
2.595962
 
3.551427

 
[
33
]
 
3.999912
 
3.529083
 
2.571817
 
2.008221
 
2.356462
 
3.296369
 
3.963795
 
3.745113

 
[
41
]
 
2.841377
 
2.083478
 
2.168225
 
3.017702
 
3.850904
 
3.901788
 
3.123573
 
2.231745

 
[
49
]
 
2.046247
 
2.737625
 
3.670229
 
3.986628
 
3.395925
 
2.441211
 
2.000245
 
2.478449

 
[
57
]
 
3.436165
 
3.992873
 
3.636738
 
2.695189
 
2.033882
 
2.260819
 
3.167356
 
3.920026

 
[
65
]
 
3.826829
 
2.973449
 
2.144480
 
2.102072
 
2.885215
 
3.773891
 
3.951055
 
3.253823

 
[
73
]
 
2.323228
 
2.014854
 
2.612218
 
3.566108
 
3.999520
 
3.513978
 
2.555887
 
2.006111

 
[
81
]
 
2.370112
 
3.313229
 
3.968364
 
3.733190
 
2.823924
 
2.076542
 
2.178182
 
3.035398

 
[
89
]
 
3.860069
 
3.893997
 
3.105988
 
2.220534
 
2.051718
 
2.754748
 
3.683262
 
3.983588

 
[
97
]
 
3.379608
 
2.426618
 
2.000793
 
2.493634

>
 
mean
(
sin
(
1
:
100
)
 
+
 
3
)

[
1
]
 
2.998728

>
 
var
(
sqrt
(
80
:
1
))

[
1
]
 
4.359722

```

### Przykład 4.
Regresja liniowa:
Zmiennej x przypisujemy wartości 1,2,..,10, natomiast zmiennej y wartości funkcji liniowej o współczynniku nachylenia 3 oraz stałej 5 plus błąd losowy o rozkładzie normalnym (średnia=0, odchylenie standardowe=1).
Komenda lm(y~x) dopasowuje do wygenerowanych danych model regresji liniowej.
```
>
 
x
<-
c
(
1
:
10
)

>
 
y
<-
5+3
*
x
+
rnorm
(
10
)

>
 
summary
(
lm
(
y
~
x
))

lm
(
formula
 
=
 
y
 
~
 
x
)

Residuals
:

    
Min
      
1
Q
  
Median
      
3
Q
     
Max

-2.2687
 
-0.6058
 
0.1234
 
0.8704
 
2.0585

Coefficients
:

            
Estimate
 
Std.
 
Error
 
t
 
value
 
Pr
(
>|
t
|
)

(
Intercept
)
 
4.6991
 
0.9836
 
4.778
 
0.00139
 
**

x
 
3.0101
 
0.1585
 
18.989
 
6.12e-08
 
***

---

Signif.
 
codes
:
 
0
 
`***' 0.001 `
**
' 0.01 `*'
 
0.05
 
`.' 0.1 `
 
'
 1

Residual
 
standard
 
error
:
 
1.44
 
on
 
8
 
degrees
 
of
 
freedom

Multiple
 
R
-
Squared
:
 
0.9783
,
 
Adjusted
 
R
-
squared
:
 
0.9756

F
-
statistic
:
 
360.6
 
on
 
1
 
and
 
8
 
DF
,
 
p
-
value
:
 
6.121e-08

```

### Przykład 5.
Regresja logistyczna:
Przykładowe dane:
```
y
 
<-
 
c
(
5
,
8
,
15
,
25
)

N
 
<-
 
c
(
100
,
100
,
100
,
100
)

x
 
<-
 
factor
(
c
(
1
:
4
))

```

Komenda glm(cbind(y,N-y)~x,family=binomial) dopasowuje do danych model regresji logistycznej.
Wynik estymacji (w kolumnie Estimate jest logarytm OR czyli ilorazu szans):
```
Call
:

glm
(
formula
 
=
 
cbind
(
y
,
 
N
 
-
 
y
)
 
~
 
x
,
 
family
 
=
 
binomial
)

Deviance
 
Residuals
:

[
1
]
 
0
 
0
 
0
 
0

Coefficients
:

            
Estimate
 
Std.
 
Error
 
z
 
value
 
Pr
(
>|
z
|
)

(
Intercept
)
 
-2.9444
 
0.4588
 
-6.417
 
1.39e-10
 
***

x2
 
0.5021
 
0.5886
 
0.853
 
0.393606

x3
 
1.2098
 
0.5375
 
2.251
 
0.024407
 
*

x4
 
1.8458
 
0.5137
 
3.593
 
0.000326
 
***

---

Signif.
 
codes
:
 
0
 
`***' 0.001 `
**
' 0.01 `*'
 
0.05
 
`.' 0.1 `
 
'
 1

(
Dispersion
 
parameter
 
for
 
binomial
 
family
 
taken
 
to
 
be
 
1
)

    
Null
 
deviance
:
  
2.0424e+01
  
on
 
3
  
degrees
 
of
 
freedom

Residual
 
deviance
:
 
-2.2871e-14
 
on
 
0
 
degrees
 
of
 
freedom

AIC
:
 
24.455

Number
 
of
 
Fisher
 
Scoring
 
iterations
:
 
3

```

## Polskie książki o R
- Przewodnik po pakiecie R. Autor: Przemysław Biecek, Oficyna Wydawnicza GiS 2008 (wydanie pierwsze), 2011 (wydanie drugie), 2014 (wydanie trzecie), 2017 (wydanie czwarte), ISBN 978-83-89020-79-6
- Analiza danych z programem R. Modele liniowe z efektami stałymi, losowymi i mieszanymi, Autor: Przemysław Biecek, Wydawnictwo Naukowe PWN 2011 (wydanie pierwsze), 2013 (wydanie drugie), ISBN 978-83-01-17453-8
- Programowanie w języku R. Analiza danych, obliczenia, symulacje. Autor: Marek Gągolewski, Wydawnictwo Naukowe PWN 2014 (wydanie pierwsze), 2016 (wydanie drugie poszerzone), ISBN 978-83-01-18939-6
- Podstawy statystyki z przykładami w R. Autor: Tomasz Górecki, Wydawnictwo BTC 2011, ISBN 978-83-60233-69-6
- Edyta Łaszkiewicz: Ekonometria przestrzenna III. Modele wielopoziomowe - teoria i zastosowanie. Warszawa: Wydawnictwo C. H. Beck, 2016. ISBN 978-83-255-8598-3. (pol.). Brak numerów stron w książce (skrypty w R)
- Ekonometryczne modelowanie polskiej gospodarki z pakietem R. Autor: Michał Rubaszek, Oficyna Wydawnicza SGH 2012, ISBN 978-83-7378-742-1
- Marek Walesiak, Eugeniusz Gatnar, Andrzej Bąk: Statystyczna analiza danych z wykorzystaniem programu R. Warszawa: Wydawnictwo Naukowe PWN, 2009. ISBN 978-83-01-15661-9. OCLC 316571581. (pol.). Brak numerów stron w książce
- Adam Zagdański, Artur Suchwałko: Analiza i prognozowanie szeregów czasowych : praktyczne wprowadzenie na podstawie środowiska R. Warszawa: Wydawnictwo Naukowe PWN, 2016. ISBN 978-83-01-18356-1. OCLC 932224606. (pol.). Brak numerów stron w książce
- Jakub Nowosad, Geostatystyka w R, Poznań: Space A, 2019, ISBN 978-83-953296-0-9. Brak numerów stron w książce
- Jakub Nowosad, Elementarz programisty: wstęp do programowania używając R, Poznań: Space A, 2019. Brak numerów stron w książce
- Piotr Śliwka, Anna Świstowska: Metody prognozowania gospodarczego z pakietem R, Warszawa, Wydawnictwo UKSW, 2019,  ISBN 978-83-8090-666-2.